# Altınova
Altınova est une ville et un district de la province de Yalova dans la région de Marmara en Turquie.

## Géographie
Le quartier est situé dans la partie la plus étroite de la baie de Kocaeli. La partie côtière du district est formée par le delta du Hersek formé par Yalakdere. La floriculture à Altınova est devenue un secteur économique important.

## Histoire
Altınova, qui était un village du district Karamürsel de Kocaeli jusqu'en 1930 et est devenu une ville du même district le 31 décembre 1986 , a été transformé en district grâce à un arrangement conclu en 1995 et a été relié à la province de Yalova, qui était établi lors du même règlement.
C'est le siège du district d'Altınova. Sa population est de 9 042 habitants (2022). Le maire est Metin Oral ( Parti AK ).

## Transports
Le Pont Osman Gazi enjambe le golfe d'İzmit et permet de relier Altınova à Dilovası.